# Шали (Пиј де Дом)
Шали (фр. Chalus) је насељено место у Француској у региону Оверња, у департману Пиј де Дом.
По подацима из 2011. године у општини је живело 184 становника, а густина насељености је износила 27,96 становника/km².

## Демографија
| 1962. | 1968. | 1975. | 1982. | 1990. | 1999. | 2011. |
| ----- | ----- | ----- | ----- | ----- | ----- | ----- |
| 130   | 112   | 136   | 145   | 156   | 156   | 184   |